# Textron AirLand Scorpion
Textron AirLand Scorpion – amerykański, prototypowy lekki samolot uderzeniowy charakteryzujący się niskim kosztem eksploatacji. Maszyna przeznaczona jest do bliskiego wsparcia jednostek naziemnych, działań antypartyzanckich i rozpoznawczych.

## Historia

### Geneza
Ideą przyświecającą powstaniu nowej konstrukcji, jest wypełnienie luki na rynku samolotów bojowych. Opanowanych obecnie przez drogie w eksploatacji naddźwiękowe samoloty bojowe, równie kosztowne, wyspecjalizowane samoloty szturmowe oraz śmigłowce bojowe. Prowadzona przez Stany Zjednoczone od 2001 roku asymetryczna wojna z terroryzmem, zmusiła United States Air Force do wykorzystywania maszyn typu General Dynamics F-16 Fighting Falcon, Fairchild A-10 Thunderbolt II i McDonnell Douglas F-15E Strike Eagle do walki z przeciwnikiem nielicznym, niedysponującym wyrafinowaną obroną przeciwlotniczą ale stosującym taktykę wojny partyzanckiej do skutecznego opierania się potędze militarnej USA. Wymienione maszyny przeznaczone były pierwotnie do działań w warunkach pełnoskalowego konfliktu z wojskami Układu Warszawskiego i ich pancernymi zagonami. Długotrwałe działania w Iraku i Afganistanie generują ogromne koszty jakie zmuszone są ponosić zaangażowane na terenie tych krajów państwa. Próbą rozwiązania problemu, obniżeniu ponoszonych kosztów było rozpoczęcie w 2009 roku programu Light Air Support (Light Attack/Armed Reconnaissance) mającego na celu pozyskanie przez US Air Force taniej maszyny przeznaczonej do działań antypartyzanckich, wsparcia jednostek naziemnych oraz prowadzenia rozpoznania. Innym sposobem zmniejszającym koszty prowadzonych operacji jest coraz większe użycie tanich, bezzałogowych aparatów latających przez siły powietrzne. Jednak i takie rozwiązanie nie pozbawione jest wad. Sterowanie aparatem z oddalonego o wiele kilometrów od rejonu działania maszyny miejsca, w którym operator bezzałogowca siedzi w bezpiecznym miejscu za konsolą może spowodować powstanie tzw. syndromu Playstation, strzelania do wszystkiego co się porusza, generując straty wśród ludności cywilnej i własnych jednostkach. Nawet bardzo wyrafinowane techniczne samoloty bezzałogowe narażone są na straty włącznie z ryzykiem utraty maszyny nad nieprzyjaznym terytorium i przejęciem jej przez inne państwo czego przykładem jest Lockheed Martin RQ-170 Sentinel. Tego typu maszyny nie mają również swobodnej możliwości latania w cywilnej przestrzeni powietrznej oraz nad terenami zurbanizowanymi.
Koncepcja taniego w eksploatacji, lekkiego samolotu bojowego nie jest nowa. W latach 90. XX wieku pojawiły się projekty British Aerospace SABA, polski PZL-230 Skorpion czy doprowadzony do budowy latającego prototypu Scaled Composites ARES jednak żaden z nich nie wzbudził na tyle dużego zainteresowania aby rozpocząć produkcję seryjną. Sytuacja zmieniła się wraz z rozpoczęciem działań w Iraku a szczególnie w Afganistanie. Trwający konflikt, generujący ogromne koszty, zbiegł się kryzysem ekonomicznym pierwszej dekady XXI wieku. W tych warunkach, producenci samolotów znaleźli szansę na rozwój i sprzedaż konstrukcji sięgającej swoimi korzeniami do maszyn typu ARES lub SABA.
Właśnie w tym celu została założona firma AirLand Enterprises, która w październiku 2011 roku zaproponowała firmie Textron uruchomienie wspólnego programu mającego na celu budowę maszyny taniej w eksploatacji, zdolnej do wypełniania tych samych zadań wsparcia i atakowania celów naziemnych, co obecnie używane samoloty F-16 czy A-10. Propozycja została przyjęta i obie firmy w styczniu 2012 roku utworzyły spółkę joint venture Textron AirLand. Textron obok swojego kapitału wniósł do spółki potencjał i doświadczenie lotnicze dwóch innych należących do niego firm, Cessny i Bell Helicopter Textron.

### Projekt
Cały projekt otoczony był ścisłą tajemnicą, określano go kryptonimem SCV12-1. Początkowo planowano budowę maszyny jednomiejscowej napędzanej pojedynczym silnikiem odrzutowym. Jednak ostatecznie zaprojektowano i wybudowano samolot dwumiejscowy napędzany dwoma silnikami turbowentylatorowymi Honeywell TFE731. Są to jednostki szeroko stosowane w lotnictwie cywilnym do napędu maszyn biznesowych. Maszyna powstała w wyjątkowym jak na współczesne warunki czasie, półtora roku. Pracę nad prototypem rozpoczęto w kwietniu 2012 roku. W maju 2012 roku rozpoczęto budowę kadłuba, w sierpniu tego samego roku montaż skrzydeł a we wrześniu przeprowadzono próby płatowca w tunelu aerodynamicznym. 16 września 2013 roku podano do publicznej wiadomości fakt prowadzenia prac nad nowym samolotem. Maszynę budowano w zakładach Cessny w Wichita. W celu przyśpieszenia budowy i zmniejszenia kosztów projektu sięgnięto po gotowe rozwiązania wykorzystane w samolotach Cessna Citation XLS, Cessna Citation Mustang – napęd wysuwania klap, mechanizm sterowania lotkami z Cessna Citation X. Gotowy prototyp ukończył próby naziemne w listopadzie 2013 roku. 12 grudnia tego samego roku dokonano oblotu maszyn z bazy McConnell Air Force Base.
Producent zapewnia, iż jest gotowy na uruchomienie produkcji seryjnej już w 2015 roku. Jednak jak na razie nie dysponuje zamówieniami na Scorpiona. Nie wydaje się aby dysponująca znaczną flotą F-16 i A-10 US Air Force była zainteresowana w pozyskaniu nowych maszyn, podobnie jak stojąca w obliczu dużych cięć budżetowych US Army. Teoretycznie potencjalnie najbardziej zainteresowanym nowym samolotem jest Air National Guard. Z jednej strony poddana naciskom ze strony sił powietrznych aby wycofać najstarsze modele wykorzystywanych F-16 i A-10 i zastąpienie ich maszynami bezzałogowymi, z drugiej strony zainteresowana w utrzymaniu załogowego lotnictwa przy zmniejszeniu kosztów jego eksploatacji. Państwa dysponujące zdecydowanie mniejszymi budżetami wojskowymi niż USA są bardziej zainteresowane pozyskaniem samolotów bojowych zdolnych również do zwalczania sił powietrznych. Scorpion ma w tym zakresie zadań zdecydowanie mniejsze możliwości niż pozyskane na rynku wtórnym lub nowe maszyny szkolno - bojowe czy nawet wiekowe ale zmodernizowane samoloty poradzieckie.

## Konstrukcja
Demonstrator jest dwumiejscowym (w układzie tandem), dwusilnikowym odrzutowym samolotem z kompozytowym kadłubem przeznaczonym do lekkiego ataku, wywiadu, obserwacji i rozpoznania. Koszty produkcji zostały ograniczone do minimum dzięki użyciu komponentów opracowanych na potrzeby biznesowych odrzutowców Cessna, wspólnych technologii i zasobów produkcyjnych. Chociaż cena jednostkowa nie jest jeszcze znana, to samolot został tak zaprojektowany, aby godzina lotu nie kosztowała więcej niż 3000 dolarów. Kokpit został zaproejktowany przez firmę Cobham plc.
Wyposażony będzie w nowoczesne monitory z płaskim ekranem, chociaż nie będzie sterowany systemem fly-by-wire, co pozwoli obnizyć koszty i uprościć konstrukcję.
Prototyp napędzany jest przez dwa turbowentylatorowe silniki Honeywell TF731 o łącznym ciągu prawie 36 kN, jednakże nowsze wersje płatowca mogą posiadać inne silniki.
Poza podwoziem i gondolami oraz mocowaniem silników cała konstrukcja jest kompozytowa i ma przewidywaną żywotność 20.000 godzin.
Scorpion może przenosić broń kierowaną, jak i niekierowaną, a wyposażenie do gromadzenia danych wywiadowczych w przestrzeni ładunkowej. Skrzydła wyposażone są w 6 pylonów.
Modułowa konstrukcja samolotu umożliwia wymianę skrzydeł na inne. Całkowita ładowność wliczając także paliwo wynosi 2812 kg.
Kaman Composites, spółka zależna Kaman Aerosystems dostarczyła na potrzeby propotypu wiele komponentów, takich jak montaż skrzydeł, usterzenie pionowe i poziome, naskrzydłowe panele wlewu paliwa, klapy głównego podwozia oraz kilka innych maskownic.